# Nacaeus paratenuis
Nacaeus paratenuis är en skalbaggsart som beskrevs av Ulrich Irmler 2003. Nacaeus paratenuis ingår i släktet Nacaeus och familjen kortvingar. Inga underarter finns listade i Catalogue of Life.